# D-젖산 탈수소효소
D-젖산 탈수소효소(영어: D-lactate dehydrogenase) (EC 1.1.1.28)는 다음과 같은 화학 반응을 촉매하는 효소이다.
(R)-젖산 + NAD+ ⇄ 피루브산 + NADH
D-젖산 탈수소효소의 2가지 기질은 (R)-젖산, NAD+이며, 3가지 생성물은 피루브산, NADH, H+이다. D-젖산 탈수소효소는 산화환원효소 부류에 속하며, 특히 공여체가 CH-OH기이며, 수용체가 NAD+ 또는 NADP+인 효소에 속한다.

## 명명법
D-젖산 탈수소효소의 계통명은 (R)-젖산:NAD+ 산화환원효소(영어: (R)-lactate:NAD+ oxidoreductase)이다.
다음은 일반적으로 사용되는 다른 이름들이다.
- 젖산 탈수소효소(영어: lactic acid dehydrogenase)
- D-특이적 락틱 탈수소효소(영어: D-specific lactic dehydrogenase)
- D-(-)-젖산 탈수소효소 (NAD+)(영어: D-(-)-lactate dehydrogenase (NAD+))
- D-젖산 탈수소효소(영어: D-lactic acid dehydrogenase)
- D-락틱 탈수소효소(영어: D-lactic dehydrogenase)

## 같이 보기
- 젖산
- L-젖산 탈수소효소
- 산화환원효소